# Leucanopsis suffusa
Leucanopsis suffusa är en fjärilsart som beskrevs av Jones 1908. Leucanopsis suffusa ingår i släktet Leucanopsis och familjen björnspinnare. Inga underarter finns listade i Catalogue of Life.